# Шон Дуглас
Шон Дуглас (англ. Sean Douglas; нар. 8 травня 1972, Окленд) — новозеландський футболіст, що грав на позиції захисника.
У складі національної збірної Нової Зеландії є володарем Кубка націй ОФК (1998) та учасником Кубка конфедерацій.

## Клубна кар'єра
У дорослому футболі дебютував 1994 року виступами за аматорську команду «Тірріт Соккерітс». Того ж року він поїхав до Європи до данського клубу «Люнгбю», в якому провів один сезон, але не зміг пробитися до першого складу.
У 1995—2000 роках виступав в клубах австралійської Національної футбольної ліги «Гіпсленд Фелконз» та «Карлтон». Більшість часу, проведеного у складі «Карлтона», був основним гравцем захисту команди, але 2000 року команда припинила своє існування через фінансові проблеми.
З 2000 року два сезони захищав кольори новозеландського «Футбол Кінгз», який виступав у австралійській Національній футбольній лізі, після чого з 2004 року два сезони захищав кольори клубу «Вайтакере Юнайтед» у чемпіонаті Нової Зеландії.
Протягом сезону 2006/07 років Дуглас захищав кольори клубу «Окленд Сіті», ставши з командою чемпіоном Нової Зеландії, хоча і зіграв лише у 3 матчах чемпіонату.
Завершив ігрову кар'єру у команді «Тім Веллінгтон», за яку виступав протягом сезону 2007/08 років.

## Виступи за збірну
9 червня 1995 року дебютував в офіційних матчах у складі національної збірної Нової Зеландії в грі Таїті (1:2).
У складі збірної був учасником кубка націй ОФК 1998 року в Австралії, здобувши того року титул переможця турніру. Дуглас зіграв у двох матчах проти Таїті та у фіналі проти Австралії. Перемога дозволила новозеландцям представляти федерацію на Кубку конфедерацій 1999 року, вперше у своїй історії. На турнірі в Мексиці Дуглас зіграв у всіх трьох матчах — з США, Німеччиною та Бразилією, але його команда програла всі три гри і не вийшла з групи.
На черговому Кубку націй ОФК 2000 року у Французькій Полінезії Дуглас знову був гравцем, зігравши у всіх чотирьох іграх, але цього разу його команда поступилась австралійцям у фіналі і здобула лише «срібло».
Дуглас востаннє зіграв у збірній 13 червня 2001 року у матчі кваліфікації до чемпіонату світу 2002 року проти Вануату (7:0). Протягом кар'єри у національній команді, яка тривала 7 років, провів у її формі 26 матчів.

## Кар'єра функціонера
Шон Дуглас був національним технічним директором (DTN) Федерації футболу Окленду (AFF) з 2005 по 2010 рік. Після цього з 2010 по 2013 рік він був національним технічним директором Федерації футболу Вікторії (FFV).

## Титули і досягнення
- Чемпіон Нової Зеландії (1): 2006/07
- Володар Кубка націй ОФК: 1998
- Срібний призер Кубка націй ОФК: 2000